# Riječani (gmina Cetynia)
Riječani (cyr. Ријечани) – wieś w Czarnogórze, w gminie Cetynia. W 2011 roku liczyła 14 mieszkańców.